# Klosteret (natklub)
Klosteret er en natklub beliggende på Hauser Plads 32 i København, Danmark. Med omkring 2000 kvadratmeter, er det Danmarks største natklub.
Klosteret blev åbnet i februar 2015 af Infernal-medlemmerne Lina Rafn og Paw Lagermann. Infernal ejede mere end halvdelen af stedet. I 2016, Klosteret fik nye ejere, og hedder nu SGK by Fabio Klosteret 2.0. I 2017 åbnede det som forlystelsessted for LGBTQ-miljøet under navnet MONASTIC.

## Historie
Bygningen er et 700 år gammelt kloster. Igennem århundreder har det tjent som kapel, hospital, handelshus og varelager.
Før Klosteret åbnede som natklub, fungerede det som restaurant Sankt Gertruds Kloster (i 2013-2014: Gertruds Kælder), og stedet har i løbet af årene haft mange forskellige ejere. Restauranten blev lukket i januar 2014 på grund af hærværk.